# 진 록하트
진 록하트(Gene Lockhart, 1891년 7월 18일 ~ 1957년 3월 31일)는 캐나다의 가수, 음악 교육자, 연극 배우, 영화배우, 작사가, 작곡가이다.

## 영화
- 회색 양복을 입은 사나이 (1956년) - 빌 호손 역
- 회전목마 (1956년)
- 랜섬 (1954년) - 알렉시스 페더라스 역
- 프란시스 커버 더 빅 타운 (1953년)
- 아이드 클림 더 하이스트 마운틴 (1951년)
- 라이딩 하이 (1950년)
- 레드 라이츠 (1949년)
- 다운 투 더 씨 인 쉽스 (1949년)
- 인스펙터 제너럴 (1949년)
- 마담 보바리 (1949년)
- 잔 다르크 (1948년)
- 허니문 (1947년)
- 쇼킹 미스 필그림 (1947년)
- 폭스 오브 해로우 (1947년)
- 34번가의 기적 (1947년) - 헨리 하퍼 판사 역
- 낯선 여인 (1946년)
- 92번가 집 (1945년)
- 리브 허 투 헤븐 (1945년)
- 액션 인 아라비아 (1944년)
- 나의 길을 가련다 (1944년)
- 노던 퍼슈트 (1943년)
- 행맨 올소 다이! (1943년)
- 사막의 노래 (1943년)
- 언제나 영원히 (1943년)
- 악마와 다니엘 웹스터 (1941년)
- 울프 선장 (1941년)
- 장렬 제7기병대 (1941년)
- 존 도우를 찾아서 (1941년)
- 한 발은 천국에 (1941년)
- 일리노이의 에이브 링컨 (1940년)
- 인간 에디슨 (1940년)
- 그의 연인 프라이데이 (1940년)
- 제로니모 (1939년)
- 크리스마스 캐롤 (1938년)
- 스윗하츠 (1938년)
- 리슨, 다링 (1938년)
- 오브 휴먼 하츠 (1938년)
- 화려한 말괄량이 (1936년)